# Tunkhannock
Tunkhannock è un comune (borough) degli Stati Uniti d'America, situato nello stato della Pennsylvania, nella contea di Wyoming, della quale è il capoluogo.